# Conte di Montgomery
Conte di Montgomery (pronuncia: "Mun-gum-ery") è un titolo nobiliare inglese che rende Pari d'Inghilterra.

## Storia

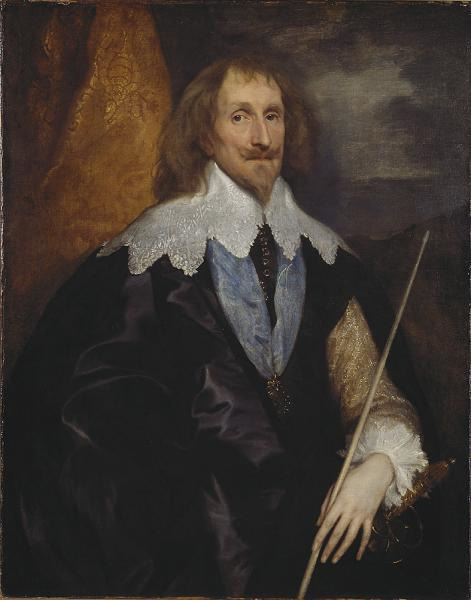
Ritratto di Philip Herbert, IV conte di Pembroke e I conte di Montgomery, eseguito da Antoon van Dyck.

Il titolo venne conferito per la prima volta nel 1605 da re Giacomo I Stuart ad uno dei suoi favoriti, Philip Herbert (1584-1649), figlio minore di Henry Herbert, II conte di Pembroke. Con questo titolo Philip Herbert ebbe accesso alle più alte cariche dello Stato: divenne membro dell'Ordine della Giarrettiera (1608) e Lord Ciambellano (1626).
Nel 1630, alla morte del fratello maggiore William Herbert, III conte di Pembroke, Philip ereditò la contea di Pembroke assumendo il titolo di IV conte di Pembroke. Da allora il titolo di conte di Montgomery è sempre rimasto associato e indiviso da quello di conte di Pembroke.